# RAF-2203 Latvija
RAF-2203 Latvija byl mikrobus vyráběný v Sovětském svazu. Produkovala ho automobilka v Rize. Samotná továrna sice vznikla v roce 1949, ale až roku 1954 po fúzích a přejmenováních dostala do názvu zkratku RAF vycházející ze slov Rigas Autobusu Fabrika, tedy Rižská továrna autobusů. O rok později podnik vyprodukoval první mikrobus RAF-251.

## Historie
Projekční práce na automobilu RAF-2203 Latvija začaly roku 1965, kdy dva konstruktérské týmy, jeden pod vedením inženýra Meizise a druhý šéfovaný inženýrem Arthurem Eisertem, spolu soupeřily ve snaze o navržení nástupce v té době produkovaného vozidla RAF-997. Podle zadání, které dostaly, měly připravit dvanáctimístný mikrobus, jehož konstrukce měla využívat podsestavy z jiného sovětského automobilu, a sice GAZ-21 Volha. Protože oba řešitelské týmy pracovaly na zadaném úkolu samostatně, výsledkem jejich prací se staly dva návrhy. Meizisův tým přišel s vozidlem RAF-9821, který pracovně nazýval „Cyklon“, jenž se vyznačoval vystouplou přední maskou. Konkurenční Eisertova skupina navrhla automobil označovaný RAF-98211 vyznačující se trambusovou karoserií. Následně oba výtvory cestovaly do hlavního města Sovětského svazu, do Moskvy, kde zasedla zvláštní mezirezortní komise, která měla oba návrhy porovnat a vybrat lepší. Po jednání se výbor usnesl na preferování Meizisova výtvoru. Ředitel automobilky RAF však zastával jiný názor. Soudil totiž, že na svou dobu moderní trambusová karoserie Eisertova návrhu je do budoucna vhodnější a měl by proto být upřednostněn tento návrh. Díky jeho osobním přímluvám na sovětském ministerstvu dopravy nakonec dosáhl toho, že do výroby šel Eisertův návrh na úkor Meizesova.
První automobily RAF-2203 Latvija byly vyrobeny roku 1976. Oproti svému prototypu ale vykazovaly určité odlišnosti, mezi něž se řadil motor a nápravy totožné s automobilem GAZ-24. Ve srovnání s původním návrhem získal rovněž odlišné zavěšení kol či řídicí komponenty. Původně měl mikrobus bubnové brzdy, které v rámci modernizace provedené roku 1987 nahradila dvouokruhová brzdová soustava s kotoučovými brzdami na předních kolech.
Vůz se řadil mezi nejpopulárnější vozy své třídy v Sovětském svazu. Část jich sloužila k veřejné hromadné dopravě, další jezdily jako sanitky a uplatnění našla rovněž u policie pro převoz zadržených osob nebo mezi hasiči. Některé z modelů se dostaly na export do zahraničí. Například českoslovenští odběratelé získali úhrnem 270 kusů automobilu, z nichž větší část (200 kusů) byla v provedení sanitka a zbytek představovaly mikrobusy.
Automobil měl prostornou konstrukci s možností úprav dle přání zákazníků. Navíc opravy případně porouchaných součástek nevyžadovaly hluboké odborné znalosti automechaniků. Naproti tomu se nepohodlně řídil, což se projevovalo především při jízdě v zatáčkách. Když byl navíc obsazen, neměl příliš pružné jízdní vlastnosti, které zapříčinily nevýkonné motory z volhy. Karoserii vozidla často postihovala rez, na jejíž vznik měla vliv skutečnost, že její výroba vyžadovala výraznou technologickou kázeň při její výrobě, která ovšem nebyla často dodržována. V osmdesátých letech 20. století již situace dosahovala takové vážnosti, že vyrobené vozy začaly rezivět dříve, než opustily brány automobilky. Konec produkce vozidel RAF-2203 Latvija nastal na počátku devadesátých let 20. století během politických změn souvisejících s rozpadem Sovětského svazu. V tu dobu se rižská automobilka ocitla v nezávislém Lotyšsku a ochladla i spolupráce s automobilku GAZ sídlící v Nižním Novgorodu v Rusku. Ruská strana se pokoušela rižskou automobilku odkoupit, nicméně se s lotyšskou vládou nedohodla na podmínkách zamýšlené transakce. Poslední RAF-2203 Latvija sjela z výrobní linky v roce 1997.

## Popis automobilu
Dvounápravové vozidlo mělo samonosnou karoserii trambusového typu, která obsahovala čtvery dveře. Zadní se vyklápěly nahoru a dovolovaly tak přístup k zavazadlovému prostoru situovanému za zadní řadou sedaček. Jednotliví cestující do vozidla nastupovali druhými bočními dveřmi na pravé straně. Délka automobilu dosahovala 5070 milimetrů, šířka 1940 milimetrů a výška 1970 milimetrů. Vzdálenost mezi nápravami (rozvor) činila 2620 milimetrů. Vůz poháněl čtyřdobý benzínový čtyřválec o objemu 2445 kubických centimetrů s výkonem 98 koní odpovídajících 72 kilowattům. Palivo měl mikrobus uložené v nádrži za zadními sedadly. Vešlo se do ní 55 litrů paliva. Spotřeba činila asi 12 litrů na 100 kilometrů. Bez tankování tak mikrobus mohl ujet asi 400 kilometrů. Maximální rychlost měl RAF-2203 Latvija udávánu hodnotou 125 kilometrů za hodinu. Pohotovostní hmotnost auta činila 1815 kilogramu a celková 2710 kilogramu.